# 小行星983
小行星983（983 Gunila）是一颗围绕太阳公转的小行星，由德國天文學家卡爾·威廉·萊茵姆特於1922年7月30日在海德堡-王座山州立天文台（Landessternwarte Heidelberg-Königstuhl）發現 。
該小行星以萊茵姆特在曆書《Der Lahrer hinkende Bote》中選擇的女性人名古尼拉（Gunila）命名。

## 参数
这颗小行星的绝对星等为9.58等。